# Dekaloog, zeven
Dekaloog, zeven (Pools: Dekalog, siedem) is een Poolse televisiefilm uit 1988. Dit zevende deel van de Dekaloogserie van regisseur Krzysztof Kieślowski gaat over het zevende gebod: U zult niet stelen.

## Verhaal
Majka had een liefdesrelatie met haar leraar toen ze 16 was en werd zwanger. Haar moeder Ewa, die directrice van de school was, besloot te veinzen dat het meisje Ania haar eigen kind is en haar op te voeden. Majka accepteerde deze regeling maar in de loop van de tijd groeit haar verlangen om moeder te zijn van Ania.
Zes jaar later wil Majka haar kind terug, ook al beschouwt Ania haar grootmoeder als haar moeder en weet ze niet dat Majka haar echte moeder is. Majka 'steelt' haar dochter tijdens een kindertheatervoorstelling en wil met haar naar Canada vluchten. Ze verstopt zich met Ania bij haar voormalige vriend, de vader Ania. Majka vertelt Ania dat zij haar echte moeder is en vraagt haar om haar moeder te noemen, maar het meisje blijft "Majka" zeggen.
Nadat haar vriend en haar ouders probeerden Majka te overtuigen Ania terug te geven aan haar moeder, vlucht ze weer en verstopt zich met het kind op een treinstation. Ania en Majka worden gevonden door Majka's moeder en vader. Ania rent in de armen van Majka's moeder en roept "mama". Als Majka dit ziet, loopt ze verdrietig alleen in de trein. Vervolgens maakt Ania zich los uit de armen van haar grootmoeder en rent over het perron achter de trein aan, door de ramen van de trein starend naar Majka.

## Rolverdeling
| Acteur                | Personage         |
| --------------------- | ----------------- |
| Anna Polony           | Ewa               |
| Maja Barelkowska      | Majka             |
| Katarzyna Piwowarczyk | Ania              |
| Wladyslaw Kowalski    | Stefan            |
| Boguslaw Linda        | Wojtek            |
| Bozena Dykiel         | ticketverkoopster |
| Dariusz Jablonski     | Wojteks vriend    |